# Лісова Марина Володимирівна
Лісова Марина Володимирівна( 15 червня 1946 року у м. Київ )  –  поетеса, членкиня Національної спілки письменників України (2001).

## Життєпис
Лісова Марина Володимирівна народилась15 червня 1946 року у м. Київ . У 1981 році закінчила Літературний інститут у Москві. Від  1970 року працювала коректором у видавництві «Вища школа» і перекладачем у журналі «Наука і суспільство». Від 1981 року працював літературним редактором  у газеті «Рабочее слово» і від 1981 року «Вечерний Киев», журналі «Офіційний вісник України». Від 2009 року Лісова Марина Володимирівна перебуває на творчій роботі.

## Творчість
Лісова Марина Володимирівна дебютувала віршами у журналі «Новый мир». Представниця київської школи українських поетів-нонконформістів, зазнала переслідувань і практично не друкувалася. Від 1981 року публікувала вірші, статті, поезії для дітей, переклади українських поетів російською мовою у періодиці (газети «Рабочее слово», «Молода гвардія», «Правда України», журнали «Піонерія», «Барвінок», «Райдуга», альманасі «Вітрила-88» та ін.). У 1996 році до ювілею вийшла добірка її віршів у газеті «Русская мысль» (Париж). У ранніх творах Лісової переважає метафоричність музичного верлібру, у пізніших – зߴявляються прозорість і зримість образів. Віршам характерна духовність і пошук істини. Переклала російською мовою твори Т. Коломієць, М. Воробйова, С. Жолоб та ін. 

### Твори
- Снег: Стихотворения. 1990;
- Бесконечная мелодия. 2000;
- Твоего спасения чающее... 2000;
- Свет души. 2005;
- Новогодняя скрипка. 2005;
- План ветра. 2006;
- Улыбка цветка. 2007 .